# Acroneuria perplexa
Acroneuria perplexa is een steenvlieg uit de familie borstelsteenvliegen (Perlidae). De wetenschappelijke naam van de soort is voor het eerst geldig gepubliceerd in 1937 door Frison.
De soort komt voor in het oosten van de Verenigde Staten.